# Virginia Bottomley
Virginia Hilda Brunette Maxwell Bottomley, baronessa Bottomley di Nettlestone, nata Garnett (Dunoon, 12 marzo 1948), è una politica britannica.

## Biografia
Virginia Hilda Brunette Maxwell Garnett nasce a Dunoon, in Scozia, il 12 marzo 1948. Frequenta la scuola privata femminile Putney High School, situata a Putney, Londra, per poi proseguire gli studi presso l'Università dell'Essex, dove studia sociologia. Successivamente si laurea alla London School of Economics and Political Science col titiolo universitario di "master of Arts".

## Carriera politica
Entra in politica in occasione delle elezioni del 1983, candidandosi con il Partito Conservatore per il collegio dell'Isola di Wight, dove però arriva in seconda posizione. Ritenta l'anno seguente, nel 1984, alle elezioni suppletive del collegio di South West Surrey, indette a seguito della morte del parlamentare Maurice Macmillian. In queste risulta la candidata vincitrice ed entra quindi in Parlamento.
Nel luglio 1988 viene nominata sottosegretaria di Stato parlamentare presso il dipartimento per l'ambiente nel governo di Margaret Thatcher. Lascia l'incarico l'anno successivo perché nominata nel frattempo ministra di Stato per la salute.
Qui rimane in carica fino al 1992, quando viene designata a segretaria di Stato per la salute dal primo ministro britannico John Major, diventando la nona donna a prestare servizio all'interno di un governo del Regno Unito. In quest'occasione è anche divenuta membro del Consiglio privato.
Serve poi come segretaria di Stato per il patrimonio nazionale sempre all'interno del governo guidato da John Major. Resta in carica fino al 1997 dopo la sconfitta del Partito Conservatore nelle elezioni dello stesso anno.
Dopo queste elezioni diviene membro del governo dell'opposizione. Occupa l'incarico di segretaria di Stato ombra per il patrimonio nazionale dal 2 maggio all'11 giugno 1997.
Alle elezioni generali del 2005 decide di non ricandidarsi in Parlamento. Lascia quindi la Camera dei comuni l'11 aprile 2005, cedendo il posto a Jeremy Hunt.
Nel giugno dello stesso anno viene annunciata la sua nomina a pari a vita ed entra quindi alla Camera dei lord. Assume quindi il titolo di baronessa Bottomley di Nettlestone.
Nell'aprile 2006 diventa rettrice dell'Università di Hull, ruolo nel quale rimane fino al luglio 2023.

## Vita privata
Virginia Garnett è sposata dal 1967 con Peter Bottomley, anch'egli politico conservatore. Insieme hanno tre figli.
La filantropa Julia Cleverdon ha sposato nel 1986 il padre di Virginia, John Garnett. Julia Cleverdon è quindi la sua matrigna.